# アントニン・ハイエク
アントニン・ハイエク（Antonín Hájek、1987年2月12日 - 2023年3月10日（訃報発表日））は、チェコ共和国、リベレツ州フリードラント出身のスキージャンプ選手。

## プロフィール
ハイエクはハラホフで育ち、5歳からスキージャンプを始め、VK Dukla Liberecでヤクブ・ジロウテクから指導を受けた。
2004年1月10日に行われた地元リベレツのラージヒルでスキージャンプ・ワールドカップにデビュー、45位となった。翌日の試合は35位だった。
2005年ノルディックスキー世界選手権代表に抜擢され、ラージヒル30位となった。2006年トリノオリンピック直前にヘルニアに罹患してオリンピック出場はならなかった。
2006年夏のスキージャンプ・サマーグランプリ白馬大会では2試合続けて3位入賞、2007年3月11日のラハティ大会でそれまでの自己最高6位となった。
2008年4月にハイエクは交通事故で内臓を損傷し、生死に関わる程の重傷を負った。2009年8月にようやく競技会に復帰し、2010年1月9日のバートミッテルンドルフのフライングでワールドカップに復帰、自己最高位の4位となった。さらに翌週札幌で行われたラージヒルで再び自己最高の4位となるなど好成績をあげてバンクーバーオリンピック代表に選ばれた。オリンピックではノーマルヒル21位、ラージヒルでは7位入賞を果たした。団体戦は7位だった。
同年3月にプラニツァで行われたスキーフライング世界選手権では当時歴代3位となる236.0mを記録した。このシーズンのワールドカップ総合では自己最高位の23位となった。
翌シーズンから不調に陥り、スキージャンプ・コンチネンタルカップでは時折上位に入るもののワールドカップではポイントが取れないシーズンが続いた。2012年のチェコ選手権ラージヒルでは優勝したが、ワールドカップでは2013年2月3日にようやく3シーズン振りにポイントを獲得した。
2014年ソチオリンピックではラージヒル28位、団体では7位となった。
2023年3月10日、正確な時期は不明であるがマレーシアにて死亡していたのが発見されたと発表された。